# KFC Dessel Sport
Der KFC Dessel Sport ist ein belgischer Fußballverein aus der Kleinstadt Dessel.

## Geschichte
Die Geschichte des Vereins beginnt während des Ersten Weltkrieges, als die Mannschaft unter dem Namen Alberta erste Spiele bestritt. Offiziell wurde der Verein als FC Dessel Sport am 6. Januar 1926 gegründet, als er unter der Stamnummer 606 in das Vereinsregister des belgischen Fußballverbandes aufgenommen wurde.
Nachdem man lange nur auf regionaler Basis gespielt hatte, gelang 1967 erstmals der Aufstieg in die nationale Liga, als man in die Vierde klasse/Division 4 aufstieg. 1970 gelang dann der Aufstieg in die Drittklassigkeit. Dort erhielt der Klub 1976 anlässlich seiner 50-jährigen Mitgliedschaft im Verband das Attribut „koninklijke“ und änderte dementsprechend seinen Namen.
Nachdem die Saison 1983/84 erfolglos verlaufen war, folgten dem Abstieg elf Jahre in der Vierde Klasse. Dem Wiederaufstieg 1995 folgte 1997 der Weitermarsch in die Tweede Klasse/Division 2, in der der Klub bis zur Saison 2006/07 spielte. Erst im Entscheidungsspiel gegen den früheren Erstligisten Verbroedering Geel wurde dann der Abstieg für den KFC Dessel Sport besiegelt, so dass man wieder in der 3. Division anzutreten hatte. In der Saison 2011/12 gelang dann als Meister der Gruppe B endlich der Wiederaufstieg in die zweite Liga, in der man sich daraufhin vier Spielzeiten halten konnte. Infolge einer Neustrukturierung des Ligensystems konnte sich der Verein 2016 als Tabellen-Zehnter nicht mehr für die neue zweitklassige Division 1B qualifizieren, sondern stieg in die drittklassige 1. Division Amateure ab.

## Trainer
- Ruud Kaiser (1989–1991)
- Stijn Vreven (2012–2013 und 2022–2023)

## Spieler
- Marc Eberle (2006)